# جرالد کلوز
جرالد کلوز (انگلیسی: Gerald Klews؛ زادهٔ ۴ آوریل ۱۹۷۲) بازیکن فوتبال اهل آلمان است.
از باشگاه‌هایی که در آن بازی کرده‌است می‌توان به باشگاه فوتبال هولشتاین کیل، باشگاه فوتبال هامبورگ، باشگاه فوتبال یونیون برلین، باشگاه فوتبال انرژی کوتبوس، و باشگاه فوتبال هرتابرلین اشاره کرد.